# بطولة باوليستا 2019
بطولة باوليستا 2019 هو الموسم 118 من  بطولة باوليستا. أقيم خلال الفترة 20 يناير 2019 وحتى 21 أبريل 2019، وأشرف على تنظيمه اتحاد باوليستا لكرة القدم ‏، وكان عدد الأندية المشاركة فيه  16، وفاز فيه نادي كورينثيانز.